# Thành Mỹ
Thành Mỹ is een xã in het district Thạch Thành, een van de districten in de Vietnamese provincie Thanh Hóa. Thành Mỹ heeft ruim 4500 inwoners op een oppervlakte van 22,56 km².
Thành Mỹ ligt op de linker oever van de Bưởi. In het noorden grenst Thành Mỹ aan de provincie Ninh Bình.